# Voire
Voire – rzeka we Francji, przepływająca przez tereny departamentów Górna Marna oraz Aube, o długości 56,1 km. Stanowi prawy dopływ rzeki Aube.